# Солун (1869 – 1874)
Вижте пояснителната страница за други значения на Солун.
„Солун“ (на османски турски: سلانیك; на ладино: Salonik; на гръцки: Θεσσαλονίκη) е османски вестник, излизал в Солун, Османската империя от 1869 година.

## История
Вестникът се списва на турски, гръцки, ладински и български (28 март 1869 г.). „Солун“ е официален орган на Солунския вилает и е първият солунски вестник.
Редактор на българската секция е Стефан Салгънджиев. След замяната на валията Мехмед Акиф паша Арнавуд с Мехмед Сабри паша през февруари 1869 година на 28 март българската и ладинската секция на вестника са закрити след гръцки подкупи под претекст икономии.
Вестникът се печата във Вилаетската печатница в Солун и излиза всеки петък. В 1870 година излиза два пъти седмично (понеделник и четвъртък). Във вестника се публикуват търговски и земеделски съобщения.
Последният брой на български език излиза на 27 април 1871 година. Следващият брой на вестника е само на турски и гръцки (1 май 1871). Славейковият вестник „Македония“ реагира още следващата седмица, а през юли помества обширна статия за „това неправедно и незаконно поведение“ на администрацията на вестника и на местната османска власт.